# Constante (Guntín)
Constante (llamada oficialmente San Miguel de Costante) es una parroquia y una aldea española del municipio de Guntín, en la provincia de Lugo, Galicia.

## Otras denominaciones
La parroquia también es conocida por el nombre de San Miguel de Constante.

## Organización territorial
La parroquia está formada por siete entidades de población:
- Bustelo Pequeno
- Costante
- Fargós
- Fontao
- Reguenga (A Reguenga)
- Torrado (O Torrado)
- Vilela

## Demografía

### Parroquia
| Gráfica de evolución demográfica de Constante (parroquia) entre 2000 y 2020 |
|                                                                             |
| Datos según el nomenclátor publicado por el INE.                            |

### Aldea
| Gráfica de evolución demográfica de Costante (aldea) entre 2000 y 2020 |
|                                                                        |
| Datos según el nomenclátor publicado por el INE.                       |